# The Best of 1996–2006
The Best of 1996-2006 – kompilacja zespołu Łzy. Wydana została w czerwcu 2006 roku. Album zawiera najpopularniejsze piosenki zespołu, a także 3 premierowe utwory.

## Lista utworów
CD 1
1. "Oczy szeroko zamknięte"
2. "Gdybyś był"
3. "Narcyz się nazywam"
4. "Opowiem wam jej historię"
5. "Trochę wspomnień, tamtych dni"
6. "Anastazja, jestem"
7. "Anka, ot tak"
8. "Niebieska sukienka"
9. "Pierwsza łza"
10. "Łzy szczęścia"
11. "Jestem jaka jestem"
12. "Przepraszam cię"
13. "Aniele mój"
14. "Agnieszka już dawno..."
15. "Puste słowa"
16. "Do zakochania jeden krok"

CD 2 - płyta akustyczna
1. "Całą sobą"
2. "Twoja, ot tak"
3. "Dla miłości"
4. "Imagine"
5. "Agnieszka już dawno..."
6. "Szczęścia smak"
7. "Oczy szeroko zamknięte" (wersja angielska)
8. "Agnieszka już dawno..." (wersja rosyjska)
9. "Oczy szeroko zamknięte" (wersja karaoke)
10. "Gdybyś był" (wersja karaoke)

## Sprzedaż
| Oficjalna Lista Sprzedaży OLiS |    |    |    |    |    |    |    |    |    |    |    |    |    |    |    |    |    |    |    |    |    |    |    |    |    |
| Tydzień                        | 01 | 02 | 03 | 04 | 05 | 06 | 07 | 08 | 09 | 10 | 11 | 12 | 13 | 14 | 15 | 16 | 17 | 18 | 19 | 20 | 21 | 22 | 23 | 24 | 25 |
| Pozycja                        | 28 | 11 | 14 | 17 | 12 | 13 | 19 | 21 | 23 | 24 | 35 | 30 | 28 | 34 | 35 | 39 | -  | -  | -  | -  | -  | -  | -  | -  | -  |

- 16 stycznia 2008 album uzyskał status złotej płyty[3]
- 10 czerwca 2009 album uzyskał status platynowej płyty[4]